# Kim Adams
Kim Adams (Edmonton, 1951) és un escultor Canadenc que realitza acoblaments en diferents escales.
El seu estil visual està influenciat pel disseny industrial, l'arquitectura i el disseny d'automòbils. Les seves obres incorporen la tècnica de modelisme ferroviari coneguda com a kit bashing. Destaca l'ús de colors vius i elements prefabricats, que són ingredients importants en les seves escultures de gran format. Els seus petits paisatges surrealistes són reminiscències de Hieronymus Bosch.
A Catalunya va col·laborar en l'exposició El Geni de les Coses, promoguda per l'Oficina d'Arts Visuals de la Diputació de Barcelona.